# 木村久一
木村久一（日语：／，1883年7月5日—1977年2月28日），日本山形縣人，心理學家、教育家，日本兒童早期教育的鼻祖。
1913年畢業於東京大學，曾在早稻田大學、明治院、青山女子學院等教授心理學、英語，是日本百科全書《大百科事典》的編撰者之一。

## 評價
他一生致力於兒童早期教育與智力開發研究，日本皇室在給他授勛時盛讚道：「木村先生成功提升了一代日本國民的素質。」。